# Clear and Wesen Danger

Clear and Wesen Danger (titulado en las emisiones en español, Peligro Wesen para Hispanoamérica y Peligro Wesen Inminente para España) es el segundo episodio de la quinta temporada de la serie de televisión estadounidense de drama sobrenatural y policial Grimm. El guion principal del episodio fue escrito por Thomas Ian Griffith, mientras que la dirección general estuvo a cargo de Norberto Barba. 
El episodio se transmitió originalmente el 6 de noviembre del año 2015 por la cadena de televisión NBC. En Hispanoamérica el episodio se estrenó el 24 de febrero de 2016 por el canal Universal Channel.
El ayudante de un contador está estafando a una empresa y cuando su jefe se da cuenta, se transforma en un wesen Quijada Vil y lo mata. El crimen es solo la punta de un iceberg peligro mayor. Simultáneamente el FBI comienza a investigar la desaparición de la agente Chávezy sospecha de Nick. Adalind se instala con Kelly, su hija con Nick, en la casa de este último. La Resistencia y Meisner observan a Nick, pero mantienen secuestrada a Trubel.

## Título y epígrafe
El título, Clear and Wesen Danger (literalmente "Peligro Claro y Wesen") es un juego de palabras con una expresión jurídica muy difundida en la cultura angloparlante: "clear and present danger" (peligro claro e inminente). La expresión define una doctrina jurídica de restricción de los derechos constitucionales, elaborada por la Corte Suprema de los Estados Unidos, estableciendo las condiciones que deben existir para que el Estado pueda considerar que no es aplicable la Primera Enmienda a la Constitución de los Estados Unidos (prohibición de sancionar leyes sobre religión, libertad de expresión, de prensa, de asamblea y de petición). Uno de sus principales formuladores, el juez Oliver Wendell Holmes Jr. la definió del siguiente modo, con respecto a la libertad de expresión:

La cuestión en cada caso es saber si las palabras están usadas en circunstancias tales y son de tal naturaleza que puedan crear un peligro claro e inminente de que habrán de causar aquellos males sustantivos que el Congreso de Estados Unidos tiene el derecho de prevenir. Es una cuestión de proximidad y grado. Cuando la nación está en guerra, muchas cosas que se podrían decir en tiempos de paz constituyen tal obstáculo a sus esfuerzos, que su pronunciación no será tolerada mientras los hombres se encuentren luchando, y ninguna Corte podría considerarlos protegidos por ninguna ley constitucional.
Schenck v. United States, 249 U.S. 47 (1919).

La expresión alcanzó popularidad en la cultura anglohablante, al ser utilizada como título de la novela Clear and Present Danger (1989) de Tom Clancy y de la película Clear and Present Danger (1994), basada en la novela. En español, el título de la novela fue traducido literalmente como Peligro claro e inminente, pero el título de la película fue acortado y traducido como Peligro inminente.
El epígrafe es una cita incorrecta de una frase de André Gide, atribuida habitualmente en la cultura angloparlante a Voltaire u otros autores, también de modo incorrecto. La frase utilizada en la serie dice:

Original en inglés

"Cherish those who seek the truth but beware of those who find it.
Versiones en español
Hispanoamérica
"Aprecia a aquellos que buscan la verdad
pero ten cuidado con los que la hallan".
España"Alienta a aquellos que buscan la verdad, pero cuidado con aquellos que la encuentran".

La cita correcta corresponde al escritor francés André Gide y fue escrita en su obra Ainsi soit-il ou Les Jeux sont faits (1952):

Original en francés
"Croyez ceux qui cherchent la vérité, doutez de ceux qui la trouvent."
Traducción
Crean en aquellos que buscan la verdad, duden de aquellos que la encuentran.

La frase de Guide, por otra parte, es un poco más extensa que el aforismo y concluye en un llamado a no dudar de uno mismo:

Original en francés
Croyez ceux qui cherchent la vérité, doutez de ceux qui la trouvent; doutez de tout; mais ne doutez pas de vous-mêmes.
Traducción
Crean en aquellos que buscan la verdad, duden de aquellos que la encuentran; duden de todo, pero no duden de ustedes mismos.

El libro de Gide fue traducido al inglés por Justin O’Brien y publicado en 1960, en Londres, con el título So Be It: Or The Chips Are Down. Allí la frase fue traducida literalmente así:

Original en inglés
Believe those who are seeking the truth; doubt those who find it; doubt everything, but don’t doubt of yourself.

Con el paso de los años la frase tomó independencia en la cultura angloparlante, siendo atribuida a diversas personas, entre ellas algunos célebres intelectuales franceses, como Voltaire y Proust. Asimismo, los verbos iniciales de ambas proposiciones, también fueron modificados para crear variantes de la misma. La variante usada en Grimm, utiliza los verbos cherish (querer) and beware (tener cuidado), y surgió pocos años antes de la emisión del capítulo, generalizándose luego del mismo.
En español el aforismo también se ha extendido, pero casi exclusivamente en la forma en que fuera formulado por Gide y atribuyéndoselo correctamente.

## Argumento

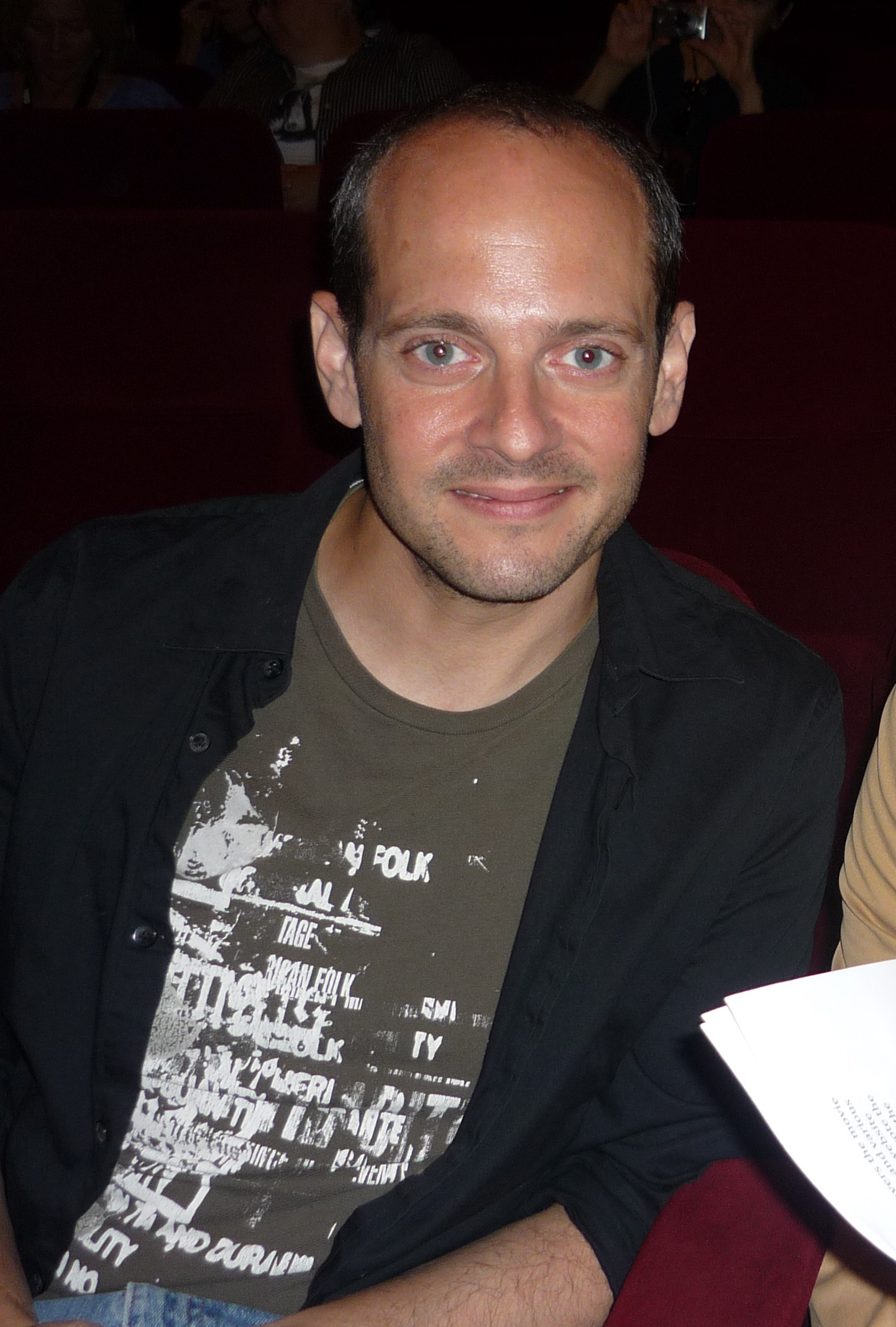
Jonathan Slavin interpreta el papel del ayudante de contador que es un peligroso wesen Quijada Vil y parte del levantamiento.

Un contador descubre que alguien está estafando a la empresa para la que trabaja. Cuando se lo comenta a su ayudante, este se transforma en un Quijada Vil y lo mata a dentelladas. Debido a que Nick está de licencia, por el nacimiento de su hijo, el caso lo toman 	Hank y Pogue, con la colaboración del sargento Wu. Hank y Wu sospechan de inmediato del ayudante, pero Pogue lo ve tan insignificante, que no puede pensar que pueda haber sido el asesino. Hank lo llama entonces a Nick, para que verifique que se trata de un wesen peligroso, cosa que hace. Pogue sigue sin entender y se pregunta si le ocultan algo. 
Pero otra comisaría reclama al ayudante, por delitos previos y los hombres del capitán Renard se ven obligados a dejarlo ir, avisándoles a los policías que los trasladan, el detenido es peligroso. Ambos policías se ríen, pero al parar en una estación de servicio, el Quijada Vil los asesina a ambos, dejando en el espejo del baño, la marca de la garra que ha empezado a aparecer en los últimos capítulos. Utilizando sus conocimientos tecnológicos, Wu localiza al ayudante en la casa de la secretaria del contador. Al irrumpir en le casa lo encuentran con gran cantidad de computadoras enviando información. Nick, Hank, Wu y Pogue lo persiguen, y luego de una feroz lucha, Wu lo mata con su pistola. Al volver a la casa, ven a la secretaria enviando información, quien al verse descubierta, les dice: "Ni siquiera un Grimm puede detener lo que se viene. Occultatum Libera!" Inmediatamente después se arroja por la ventana, suicidándose. Poco después Monroe traduce la última expresión en latín: "¡Liberen lo oculto!".
Simultáneamente ha empezado a desarrollarse la trama del hijo de Nick con Adalind, Kelly. Una vez dada de alta del hospital, Nick le ofrece a Adalind instalarse en su casa. Adalind le confiesa entonces a Rosalee, su preocupación ante el hecho del inminente agotamiento de la poción que le bloqueó sus poderes de hexenbiest y le dice que no quiere volver a ser una hexenbiest, que quiere ser normal.
En una trama paralela el FBI ha comenzado a investigar la desaparición de la agente Chávezy sospecha de Nick. Adalind se instala con Kelly, su hija con Nick, en la casa de este último. 
Finalmente, la Resistencia y Meisner observan a Nick, pero mantienen secuestrada a Trubel, en una instalación que parece una cárcel o un cuartel clandestino.

## Elenco regular
- David Giuntoli como Nick Burkhardt.
- Russell Hornsby como Hank Griffin.
- Silas Weir Mitchell como Monroe.
- Sasha Roiz como el capitán Renard.
- Bree Turner como Rosalee Calvert.
- Claire Coffee como Adalind Schade.
- Reggie Lee como el sargento Wu.